# كارلوس أنايا
كارلوس أنايا (بالإسبانية: Carlos Anaya) (و. 1777 – 1862 م) هو سياسي، ومؤرخ، وكاتب من الأوروغواي .